# Imarana Seyni
Imarana Dan Baro Seyni (ur. 1 stycznia 1992 w Gayi) – nigerski piłkarz grający na pozycji napastnika. Od 2015 jest zawodnikiem klubu AS FAN.

## Kariera klubowa
Od 2015 roku Seyni gra w klubie AS FAN. Dwukrotnie wywalczył z nim mistrzostwo Nigru w sezonach 2015/2016 i 2016/2017.

## Kariera reprezentacyjna
W reprezentacji Nigru Seyni zadebiutował 18 stycznia 2016 w przegranym 1:4 meczu Mistrzostw Narodów Afryki 2016 z Nigerią, rozegranym w Kigali.